# Pål Cappelen
Pål Cappelen, norveški rokometaš, * 17. februar 1947, Oslo.
Leta 1972 je na poletnih olimpijskih igrah v Münchnu v sestavi norveške rokometne reprezentance osvojil deveto mesto.